# Cycas nathorstii
Cycas nathorstii é uma espécie de cicadófita do género Cycas da família Cycadaceae, nativa do Sri Lanka.